# Вардарский стиль

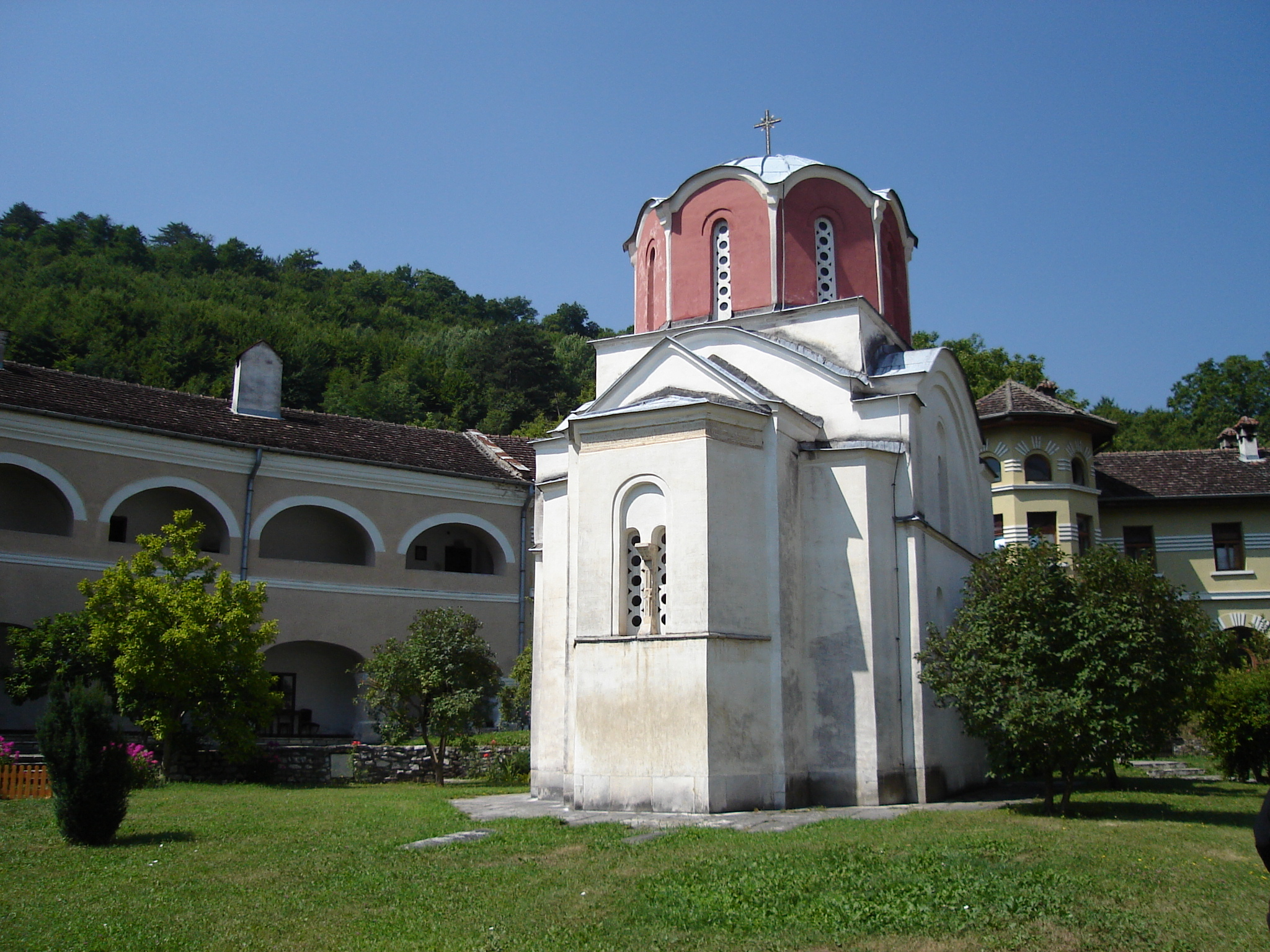
Королевская церковь в Студенице в вардарском стиле

Ва́рдарский стиль или се́рбско-византи́йский — средневековый стиль в архитектуре распространённый в Сербии, Черногории, Косово и Метохии, Северной Македонии и западе Болгарии. Стиль возник под сильным влиянием византийского архитектурного стиля, но является в значительной степени более аскетичным. Наиболее распространённое название стиля «вардарский» дано по названию реки Вардар. Началом эпохи этого стиля можно считать храм святого Никиты в Скопье и церковь Богородицы Левишки в городе Призрен. Расцвет этого стиля в сербской архитектуре пришёлся на XIII и XIV века.
Особенностью этого стиля является основание храма выполненное в форме креста и как правило один купол, значительно реже строились пятикупольные храмы. Внешний вид стен выполнялся как правило в византийском стиле с использованием серого, желтого и красного кирпича и камня выложенного таким образом, чтобы получался какой либо узор. Внутренняя поверхность стен расписывалась фресками.
Закат вардарского стиля пришёлся на последнюю четверть XIV века когда в местах распространения этого стиля стали возводить храмы в так называемом моравском стиле.

## Наиболее известные постройки в вардарском стиле
- Церковь Богородица Левишка
- Королевская церковь в Студенице
- Монастырь Грачаница
- Монастырь Печского патриархата
- Лесновский монастырь